# Batalla de Ridaniya
La batalla de Ridaniya (22 de enero de 1517) fue un enfrentamiento militar entre las fuerzas otomanas comandadas por el sultán Selim I y las mamelucas de su homólogo Tuman bay II.
La decisiva victoria otomana supuso el colapso del sultanato mameluco y el final del califato abasí de El Cairo, quedando Egipto bajo dominio turco durante los siguientes tres siglos.